# Tupigachi
Tupigachi ist eine Ortschaft und eine Parroquia rural („ländliches Kirchspiel“) im Kanton Pedro Moncayo der ecuadorianischen Provinz Pichincha. Die Parroquia Tupigachi besitzt eine Fläche von 43,72 km². Die Einwohnerzahl lag im Jahr 2010 bei 6174.

## Lage
Die Parroquia Tupigachi liegt in den Anden im äußersten Norden der Provinz Pichincha. Im Nordwesten befindet sich der Vulkan Mojanda. Der Río Granobles, ein Zufluss des Río Pisque, begrenzt das Areal im Südosten. Der 2830 m hoch gelegene Hauptort befindet sich 5,5 km ostnordöstlich vom Kantonshauptort Tabacundo. Die Fernstraße E282 durchquert das Verwaltungsgebiet und bildet eine Spange zwischen der E35 (Cayambe–Ibarra), die entlang der nordöstlichen Verwaltungsgrenze verläuft, und der E28B (Quito–Cayambe), die unweit der südlichen Verwaltungsgrenze verläuft.
Die Parroquia Tupigachi grenzt im Osten an die Parroquia San José de Ayora und an das Municipio von Cayambe (beide im Kanton Cayambe), im Süden und im Südwesten an die Parroquia Tabacundo sowie im Norden an Provinz Imbabura mit der Parroquia González Suárez (Kanton Otavalo).

## Geschichte
Die Parroquia Tupigachi wurde am 15. Mai 1947 gegründet.